# Niederwil
Niederwil (toponimo tedesco) è un comune svizzero di 2 843 abitanti del Canton Argovia, nel distretto di Bremgarten.

## Storia
Nel 1901 ha inglobato il comune soppresso di Nesselnbach.

## Monumenti e luoghi d'interesse

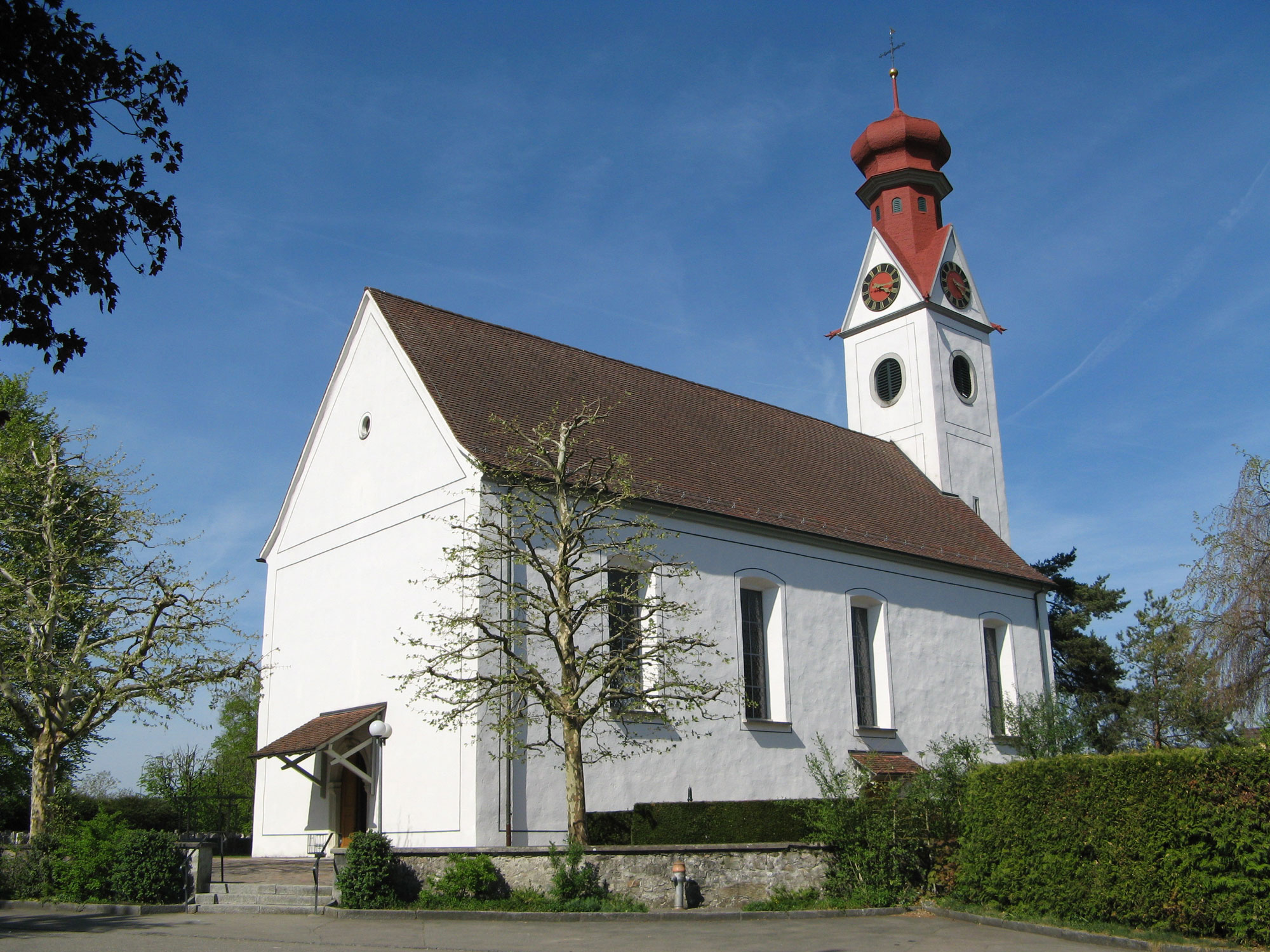
La chiesa cattolica di San Martino

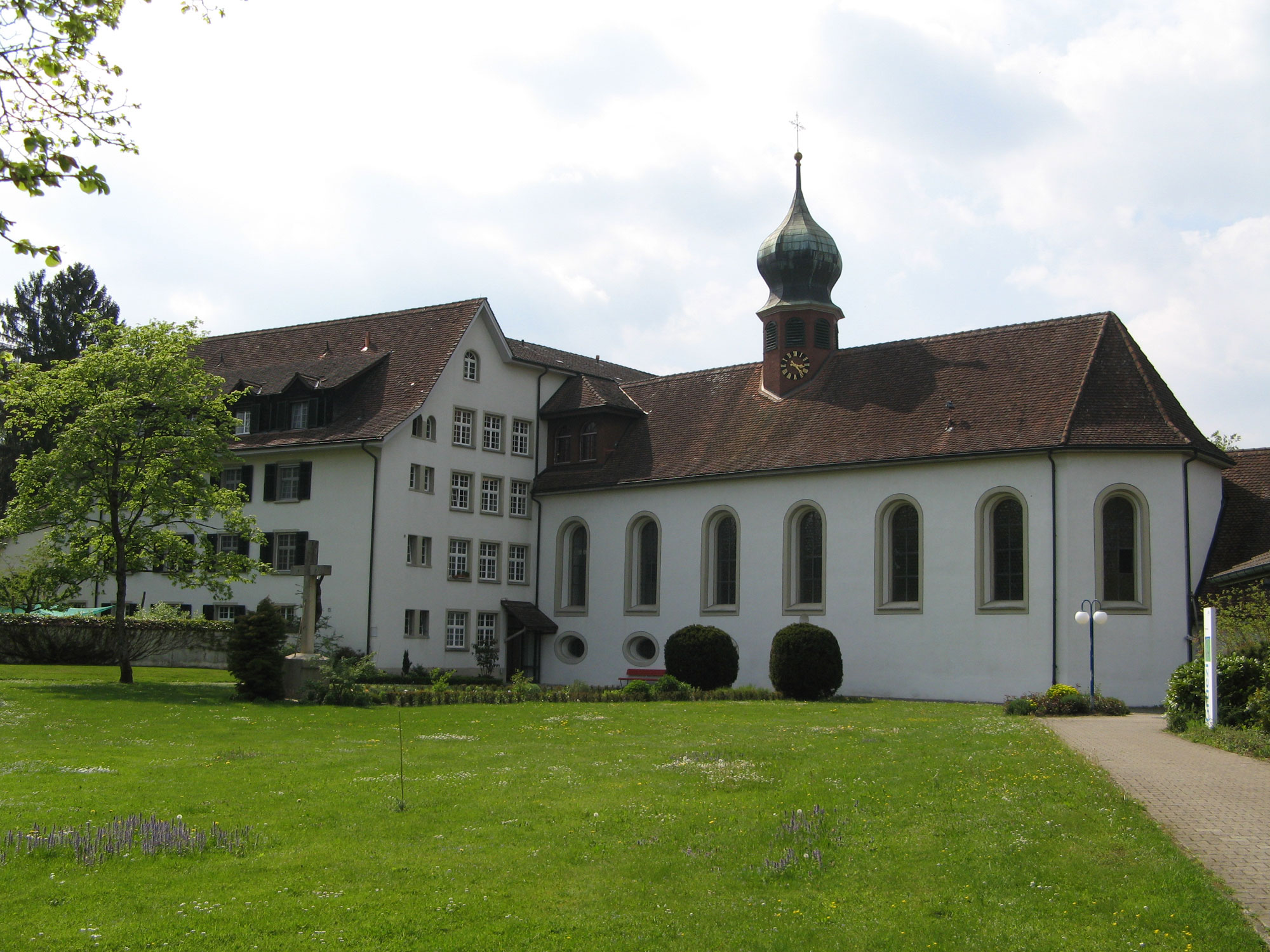
L'abbazia di Gnadental

- Chiesa cattolica di San Martino, eretta nel 1000 circa e ricostruita nel 1690-1691[1];
- Abbazia di Gnadental, fondata nel 1394 e soppressa nel 1876[2].

## Società

### Evoluzione demografica
L'evoluzione demografica è riportata nella seguente tabella (dal 1920 con Nesselnbach):
Abitanti censiti

## Amministrazione
Ogni famiglia originaria del luogo fa parte del cosiddetto comune patriziale e ha la responsabilità della manutenzione di ogni bene ricadente all'interno dei confini del comune.